# 石景芳
石景芳（？—1942年），山东无棣人。八路军将领。

## 生平
1933年加入中国共产党。后在无棣从事地下革命工作。抗日战争爆发后，任中共无棣县委书记，领导组建无棣县人民武装游击大队。1939年，任鲁北行政委员会主任。1942年6月19日，在东光柳林村与日伪军战斗中牺牲。